# 1949年國家公園及郊區通路法令
《1949年國家公園及郊區通路法令》（英語：National Parks and Access to the Countryside Act 1949）是英国国会的一项法令，由其设立的国家公园委员会曾变更为乡村委员会，其后是乡村署，2006年和英国自然署合并后成为英格兰自然署。法令为构建英格兰和威尔士的国家公园和杰出自然风景区提出框架，并提出公共路权和开放土地的使用权。1949年通过的法令得到了各党派的一致支持，部分党派是第二次世界大战后工党执政下重建的。
法令报告依据：
- 1931年，克里斯托弗·爱迪生（后为爱迪生子爵）主持召开政府委员会；
- 约翰·道尔，国家公园常务委员会秘书，1945年为城市与国土规划部长；
- 1947年，阿瑟·霍布豪斯爵士主持召开政府委员会，提议了12个国家公园。

20世纪50年代，法令确定了最为劣质农业高地的前10个英国国家公园。1988年，一个特殊的议会法案——诺福克郡和萨福克郡湖区法案确立了该区第11个国家公园（严格意义来说，它并非一个国家公园，但相差无几，其存在实质被认为与国家公园旗鼓相当）。2005年3月1日，新森林被确认为国家公园。1947年霍布豪斯报告选出的12个区域中的最后一个南唐斯丘陵，于2009年由国务大臣希拉里·本指定为南唐斯丘陵国家公园。
《1949年國家公園及郊區通路法令》设立的機構经过以下修訂：
- 《1990年环境保护法令》设立了自然保护委员会（此后为英国自然署，并将威尔士乡村委员会的职能转调至威尔士乡村委员会）
- 《1995年环境法令》规定每个国家公园均由各自的国家公园管理处管理运营；
- 《2000年乡村及路权法令》确定了杰出自然风景区。

《2006年自然环境及乡村社区法令》做出进一步的修订，并于2006年10月1日合并英国自然署、乡村署、农村发展署，组成新的机构英格兰自然署和乡村社区委员会。

## 延伸阅读
- National Parks and Access to the Countryside Act 1949的當今生效版本（包括所有修訂）（官方文本由英國成文法資料庫提供）